# Isaac Papin
Isaac Papin, né le 27 mars 1657 à Blois et mort le 19 juin 1709 à Paris, est un théologien français, d'abord protestant, converti ensuite au catholicisme.

## Biographie
Isaac Papin est le fils d'Isaac Papin, sieur des Coudrets, receveur général du domaine du comté de Blois, et de Madeleine Pajon. Cousin germain de Denis Papin et neveu de Nicolas Papin, il suit des études de théologie réformée et de philosophie à l'académie de Genève (1676-1679), puis poursuit sa formation auprès de son oncle Claude Pajon, pasteur d'Orléans de 1679 à 1682. Il est précepteur des filles de William Popple (en) à Bordeaux en 1684-1685, année durant laquelle il entretient une correspondance avec Jean Le Clerc, théologien protestant genevois réfugié à Amsterdam.
Il quitte la France en 1685, peu après la révocation de l'édit de Nantes et s'installe d'abord à Londres, où il est ordonné pasteur anglican, puis en 1687, en Hollande, où il publie deux recueils de textes avec l'aide de Pierre Bayle. Il est nommé pasteur assistant à l'église wallonne de Leeuwarden en 1687, mais n'y reste que quelques semaines, confronté à l'opposition de Pierre Jurieu à l'égard des thèses pajonistes prônées par Papin, et quitte les Provinces-Unies. Il est ensuite pasteur à Altona, localité proche de Hambourg, où il fait la connaissance d'Anne Viard, huguenote réfugiée, originaire de Châlons-en-Champagne qu'il épouse à Hambourg le 18 avril 1689. Toujours en difficulté du fait de l'opposition de Pierre Jurieu à l'égard de ses thèses théologiques, il quitte Altona et devient le premier pasteur stagiaire de l'église réformée de Gdansk en 1688, mais il n'est pas prolongé à l'issue de sa période d'essai, Jurieu ayant obtenu la condamnation de son ouvrage La Foy réduite.
Aux prises avec des difficultés professionnelles, il est également, dès cette époque, en train de se convertir au catholicisme, et entretient en 1689 une correspondance disparue avec Bossuet. Papin et son épouse regagnent la France en passant par l'Angleterre puis arrivent à Calais en décembre 1689, d'où ils se rendent à Paris en janvier 1690, date à laquelle le couple se convertit au catholicisme, auprès de Bossuet, à l'Oratoire du Louvre, le 15 janvier 1690. Ils habitent ensuite à Blois. Papin réédite plusieurs écrits, notamment en réponse à Pierre Jurieu, qui lui reproche sa conversion au catholicisme. Il fréquente les cercles jansénistes. Il meurt prématurément alors qu'il séjourne à Paris pour l'édition de ses livres.

## Publications
- Essais de théologie sur la providence et la grâce, où l'on tâche de délivrer Mr Jurieu de toutes les difficultés accablantes qu'il rencontre dans son système (1687)
- La Foi réduite à ses véritables principes et renfermée dans ses justes bornes (1687)
- La vanite des sciences, ou, Reflexions d'un philosophe chretien: sur le veritable bonheur (1688)
- La tolérance des protestans et l'autorité de l'Église, ou Réponse au libelle de M. Jurieu (1692)
- Premières réflexions sur la religion par lesquelles il fut convaincu de la nécessité de rentrer dans l'église catholique (1713)
- Les deux voies opposées en matière de religion: l'examen particulier et l'autorité (1714)
- Recueil des ouvrages composés par feu M. Papin en faveur de la religion (1723)

### Liens extérieurs
- Notice dans un dictionnaire ou une encyclopédie généraliste :   - Oxford Dictionary of National Biography
- Notices d'autorité :   - VIAF
  - ISNI
  - BnF (données)
  - IdRef
  - LCCN
  - GND
  - Italie
  - Pays-Bas
  - Tchéquie
  - WorldCat